# Chorągiew kozacka Andrzeja Lipskiego
Chorągiew kozacka ks. Andrzeja Lipskiego – chorągiew jazdy kozackiej I połowy XVII wieku, okresu wojen Rzeczypospolitej ze Szwedami i Moskwą.
Szefem tej chorągwi był Andrzej Lipski herbu Grabie - biskup kujawski od 1623, wcześniej biskup łucki 1617–1623. Żołnierze chorągwi wzięli udział w wojnie polsko-szwedzkiej 1626-1629.